# Arlene Saunders
Arlene Saunders (ur. 5 października 1935 w Cleveland, zm. 17 kwietnia 2020 w Nowym Jorku) – amerykańska śpiewaczka operowa, sopran.

## Życiorys
Ukończyła Baldwin-Wallace College, na scenie debiutowała w 1958 roku z zespołem National Opera Company, wykonując partię Rozalindy w Zemście nietoperza. W 1961 roku wygrała konkurs wokalny w Vercelli i rozpoczęła trasę koncertową po Europie, w Teatro Nuovo w Mediolanie śpiewała partię Mimi w Cyganerii. W 1961 roku śpiewała też partię Giorgetty w Płaszczu w nowojorskiej New York City Opera. W 1964 roku została przyjęta do zespołu opery w Hamburgu, w 1967 roku otrzymała tytuł Kammersängerin. W 1966 roku debiutowała jako Pamina w Czarodziejskim flecie na festiwalu operowym w Glyndebourne. W 1976 roku wystąpiła po raz pierwszy w Metropolitan Opera (Ewa w Śpiewakach norymberskich), a w 1980 roku w Covent Garden (Minnie w Dziewczynie ze Złotego Zachodu). Po raz ostatni wystąpiła na scenie w 1985 roku w Teatro Colón w Buenos Aires, kreując rolę Marszałkowej w Kawalerze srebrnej róży. Wykładała na Uniwersytecie Rutgersa i w Abraham Goodman School w Nowym Jorku.
Zasłynęła jako odtwórczyni ról mozartowskich (Fiordiligi w Così fan tutte, Elwira w Don Giovannim, Hrabina w Weselu Figara), śpiewała też m.in. partie Santuzzy w Rycerskości wieśniaczej, Zyglindy w Walkirii, Neddy w Pajacach, Desdemony w Otellu, Toski w Tosce.